# جواو موريرا
جواو موريرا (بالبرتغالية: João Moreira‏) (30 يونيو 1970 ببورتو في البرتغال - ) هو لاعب كرة قدم برتغالي في مركز الدفاع.

## وصلات خارجية
- جواو موريرا على موقع قاعدة بيانات كرة القدم.إي يو (الإنجليزية)
- جواو موريرا على موقع Soccerbase.com (لاعب) (الإنجليزية)